# Adam Antoni Nowak
Adam Antoni Nowak (ur. 16 lutego 1912 we Lwowie, zm. w kwietniu lub maju 1940 w Charkowie) – polski architekt, podporucznik piechoty rezerwy Wojska Polskiego, ofiara zbrodni katyńskiej.

## Życiorys
Był synem Józefa i Albiny. Uczęszczał do gimnazjum państwowego w Samborze, które ukończył w 1931. Następnie podjął studia na Wydziale Architektury Politechniki Lwowskiej (PW). Powołany do wojska, został skierowany na kurs podchorążych rezerwy piechoty przy 12. Dywizji Piechoty. Ukończył go w 1936. W następnym roku odbył ćwiczenia rezerwy w 52. Pułku Piechoty Strzelców Kresowych.
W 1939 został zmobilizowany. W szeregach swojego macierzystego pułku walczył w kampanii wrześniowej. Dostał się do niewoli sowieckiej. Następnie wywieziono go do obozu jenieckiego w Starobielsku. Wiosną 1940 został zamordowany przez funkcjonariuszy NKWD w Charkowie i pogrzebany w bezimiennej zbiorowej mogile w Piatichatkach, gdzie od 17 czerwca 2000 mieści się oficjalnie Cmentarz Ofiar Totalitaryzmu w Charkowie. Figuruje na Liście Starobielskiej NKWD, pod poz. 2384.
5 października 2007 minister obrony narodowej Aleksander Szczygło – decyzją nr 439/MON – mianował go pośmiertnie na stopień porucznika. Awans został ogłoszony 10 listopada 2007 w Warszawie, w trakcie uroczystości „Katyń Pamiętamy – Uczcijmy Pamięć Bohaterów”.

## Uwaga
1. ↑  Brak dostępnych danych odnośnie do ukończenia przez niego studiów architektonicznych.